# Markiana
Markiana è un genere di pesci ossei d'acqua dolce appartenente alla famiglia Characidae.

## Distribuzione e habitat
Il genere è endemico del Sudamerica. Le due specie hanno areali disgiunti e molto lontani tra di loro: M. geayi si trova nel bacino dell'Orinoco mentre M. nigripinnis è presente nei bacini del Paraná, del Paraguay e del Mamoré. Il loro habitat è composto dalle lagune d'acqua dolce nelle zone periodicamente inondate dai fiumi, in ambienti aperti.

## Descrizione
L'aspetto generale è quello dei caracidi sudamericani. Le scaglie hanno margine crenato e si estendono sulla pinna anale, le loro dimensioni decrescono dalla linea laterale verso il margine ventrale del corpo. La linea laterale è completa. La livrea è caratterizzata da numerose linee longitudinali scure sui fianchi, più visibili nella specie M. nigripinnis. Raggiungono i 10 cm di lunghezza..

## Biologia
Sembrano avere un comportamento territoriale aggressivo verso gli individui della stessa specie e fanno vita solitaria in acqua poco profonda.

## Specie
Il genere conta 2 specie:
- Markiana geayi
- Markiana nigripinnis